# フィエッソ・ダルティコ
フィエッソ・ダルティコ（伊: Fiesso d'Artico）は、イタリア共和国ヴェネト州ヴェネツィア県にある、人口約8,400人の基礎自治体（コムーネ）。

## 地理

### 位置・広がり

#### 隣接コムーネ
隣接するコムーネは以下の通り。括弧内のPDはパドヴァ県所属を示す。
- ドーロ
- ピャニーガ
- ストラ
- ヴィゴンツァ (PD)

### 気候分類・地震分類

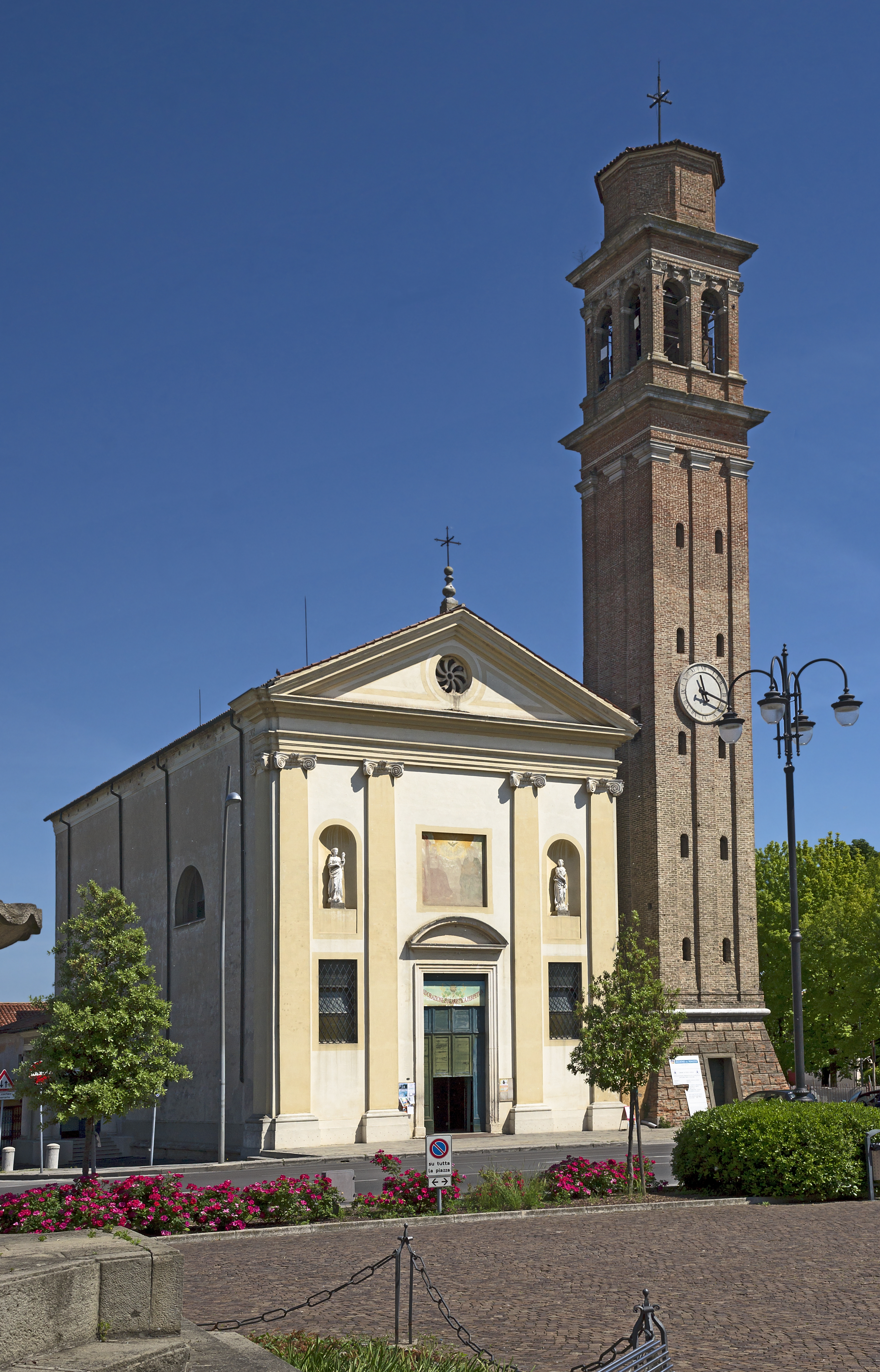

気候分類では、zona E, 2467 GGに分類される。
また、イタリアの地震リスク階級 (it) では、zona 3 (sismicità bassa) に分類される。

## 姉妹都市
- Saint-Marcellin、フランス 2006年